# Певерано (Бјела)
Певерано је насеље у Италији у округу Бијела, региону Пијемонт.
Према процени из 2011. у насељу је живело 27 становника. Насеље се налази на надморској висини од 400 м.